# Jaśmina
Jaśmina – imię żeńskie, wywodzące się od pers. ‏یاسمن‎‎ (jāsämin), od którego pochodzi słowo jaśmin. Do Polski trafiło na nieco szerszą skalę za pośrednictwem języka angielskiego i być może niemieckiego (w którym to języku imię to jest z kolei identyfikowane jako współczesne, stanowiące wynik wpływów angielskich i francuskich). Z drugiej strony, nadanie imienia Jaśmina w Polsce odnotowano już w latach dwudziestych XX wieku.
Według badań w Kalifornii Jaśmina w latach 90. XX wieku należała do 20 imion (nowo nadawanych) najbardziej typowych dla czarnoskórej społeczności (wersje Jazmine, Jasmin, Jazimn i Jasmine zajmowały od 15. do 18. miejsca w pierwszej dwudziestce imion, które zostały nadane dziewczynkom w znakomitej większości czarnoskórym). Inne formy imienia Jasmine:
1. Jazmine
2. Jazmyne
3. Jazzmin
4. Jazzmine
5. Jasmyne
6. Jasmina
7. Jazmyn
8. Jasmine
9. Jasmin
10. Jasmyn[4]

## Imieniny
Jaśmina imieniny obchodzi 24 listopada.

## Odpowiedniki w innych językach
- j. angielski – Jasmine, Yasmin
- j. francuski – Yasmine, Yasmina
- j. niemiecki – Jasmin
- j. szwedzki – Jasmine, Jasmin

## Znane osoby noszące to imię
- Jasmine Villegas – amerykańska piosenkarka
- Yasmine Bleeth – amerykańska aktorka telewizyjna i filmowa
- Jasmine Guy – amerykańska aktorka
- Jasmin Lewi – izraelska piosenkarka
- Gloria Jasmine Rawlinson – poetka nowozelandzka
- Yasmina Reza – francuska aktorka i dramatopisarka
- Jasmine Thompson – brytyjska piosenkarka
- Jaśmina Polak – polska aktorka
- Jesmyn Ward (ur. 1977) – pisarka i wykładowca języka angielskiego na Tulane University, pierwsza kobieta dwukrotnie uhonorowana National Book Award for Fiction (2011 r., 2013 r.)

## Postacie fikcyjne
- Jasminum, bohaterka filmu Jasminum grana przez Patrycję Soliman
- Księżniczka Dżasmina (Jasmine) z filmu animowanego produkcji Walta Disneya Aladyn